# Massimiliano Vado
Massimiliano Vado (Savona, 20 luglio 1970) è un attore, regista teatrale, personaggio televisivo e sceneggiatore italiano.

## Biografia
Nato a Savona, si diploma prima alla Scuola del Teatro stabile di Roma diretto da Maurizio Scaparro e poi si trasferisce a Venezia per specializzarsi alla Scuola del Teatro stabile del Veneto "Carlo Goldoni", diretto da Mauro Carbonoli. Prosegue gli studi con Danio Manfredini e con l'Odin Teatret, grazie ai corsi gratuiti istituiti dal Teatro di Roma diretto da Mario Martone, e poi con Gisella Burinato e all'HB studio di New York.
A teatro alterna testi classici e moderni, diretto tra gli altri da Giuseppe Patroni Griffi (con cui collabora anche come traduttore di testi di Miller, Rostand e Shakespeare), Sebastiano Lo Monaco direttore del teatro stabile di Messina, Alessandro Benvenuti nello spettacolo Delitto per Delitto (con Alessandro Gassmann e Beppe Fiorello), Luciano Damiani con cui realizza uno spettacolo-documento dedicato a Giorgio Strehler e al Piccolo teatro di Milano, Daniele Pecci alla sua prima regia teatrale, Alvaro Piccardi, Matteo Tarasco e Massimiliano Bruno.
Le sue collaborazioni più ampie sono con Roberto Guicciardini, di cui è primo attore (nella parte di Tito Belcredi nell'Enrico IV di Pirandello e poi quella di Iago nell'Otello shakespeariano tradotto da Masolino d'Amico) e aiuto regia (suo il riallestimento al teatro Diego Fabbri di Forlì della commedia pirandelliana), e con Marco Maltauro, con cui collabora dal 2005 in vari progetti teatrali e cinematografici, prodotti dalla Casa di Goethe/Goethe Institute e distribuiti nei musei tematici di Italia e Germania.
Come regista affronta testi di Mamet, Goethe, Beckett, e dal 2009 fonda e fa parte di "Voci nel Deserto", progetto di teatro civile.
Per il Todi Festival 2014 dirige e interpreta, con Michela Andreozzi, Ring, testo di Leonore Confino, candidato al Premio Moliere, mentre al Festival dei Quartieri dell'Arte dirige contemporaneamente Altri Libertini di Pier Vittorio Tondelli e Incendi di Mouawad.
Nel 2013 è tra i fondatori e i collaboratori del gruppo satirico "Prugna", creato insieme a Michele DI Pirro e ancora attivo con collaborazioni con trasmissioni televisive e giornali. 
Fra i suoi ruoli più importanti in televisione: Distretto di Polizia 5 nel 2005, regia di Roy Bava, Distretto di Polizia 6 scelto dal regista Antonello Grimaldi per il ruolo trasversale del Medico Legale, R.I.S. 4 - Delitti imperfetti regia di Pier Belloni nel 2007. Da novembre 2009 è entrato a far parte del cast ricorrente della soap opera CentoVetrine, regia di Michele Rovini e Fabrizio Portalupi, con il ruolo di Zeno Bauer.
Insieme a Claudia Gerini partecipa, come concorrente alla trasmissione televisiva Dance Dance Dance, e con Giuseppe Pambieri va in scena nel Re Lear di Shakespeare; nello stesso anno dirige Stefania Sandrelli e Amanda Sandrelli nello spettacolo francese Il bagno e poco dopo Ladyvette in Le dive dello swing.
Nel 2018 si dedica alla regia teatrale; uniche pause per i film di Fausto Brizzi e Michela Andreozzi e per lo spettacolo "7 anni" in cui torna a fare solo l'attore.
Dal 2019 dirige lo spettacolo Figlie di Eva, con Maria Grazia Cucinotta, Vittoria Belvedere, Michela Andreozzi che compie una tournée di 4 anni, poi Qualche estate fa, spettacolo musicale con Claudia Gerini su Franco Califano anche questo in tournée per più di tre anni, e Fiori d'Acciaio, con Tosca D'Aquino e Rocio Munoz Morales oltre a testi di Omero, Chuck Palahniuk, Arthur Schnitzler.
Mentre diventa più prolifica la sua attività cinematografica nei film Nove lune e mezza, Brave ragazze e Genitori vs influencer diretti da Michela Andreozzi, C'era una volta il crimine di Massimiliano Bruno e Il sesso degli angeli di Leonardo Pieraccioni
A gennaio 2023 esce al cinema Me contro Te - Il film: Missione giungla, il nuovo film diretto da Guianluca Leuzzi.
Nel 2024 Riprende l'attività teatrale in giro per l'Italia, prima con Danila Stalteri con la commedia "Guida pratica per coppie alla deriva, diretti da Nicola Pistoia, poi con il dramma storico "La città capovolta" diretto da Marco Simon Puccioni, poi ancora con "Hamletophelia", riscrittura dell'"Hamlet Machine" di Müller, diretto da Luca Gaeta, fino ad approdare allo spettacolo "Ginger e Fred", riscrittura teatrale del film di Federico Fellini, Tonino Guerra e Tullio Pinelli che ha debuttato al Teatro Quirino di Roma, diretta da Monica Guerritore.
Nel 2024 dirige la terza versione della commedia "Fiori d'acciaio", con interpreti Barbara De Rossi e Martina Colombari, debuttando al teatro Manzoni di Milano.
Mentre nella prima parte del 2025 prima riprende lo spettacolo, rappresentato in tutto il mondo, "Guida pratica per coppie alla deriva" (sexy laundry) sempre con Danila Stalteri e la regia di Nicola Pistoia e poi si dedica, come regista unico, al quarto allestimento della commedia "Fiori D'acciaio", questa volta con protagonista Anna Galiena.

## Vita privata
Nel 2013, durante le riprese del film Stai lontana da me, ha conosciuto l'attrice Michela Andreozzi. Il 21 maggio 2015 la coppia si è unita civilmente a Roma in Campidoglio, anche come gesto di solidarietà verso le persone che all'epoca non potevano accedere al matrimonio. La coppia ha deciso di non avere figli.

## Teatro

### Attore
- Il matrimonio di Gogol, regia di Antonello Riva (1990)
- A coloro che verranno di Bertold Brecht e Karl Valentin, regia di Patrick Rossi Gastaldi (1991)
- La locandiera di Carlo Goldoni, regia di Daniele Pecci (1993)
- Con le valigie di cartone..., scritto e diretto da Massimiliano Bruno (1993)
- La ragazza di Marghera, scritto e diretto da Roberto Cavosi (1997)
- La trilogia di Zelinda e Lindoro, di Carlo Goldoni, regia di Giuseppe Emiliani (1998)
- Cyrano de Bergerac di Edmond Rostand, regia Giuseppe Patroni Griffi (1999-2001)
- La cerimonia, di Giuseppe Manfridi, regia di Walter Manfrè, festival Taormina Arte (1999)
- Enrico IV di Luigi Pirandello, regia di Roberto Guicciardini (2001-2003)
- Ronde Bis or N.Y. in the 70's di Eric Bentley, regia di Patrick Rossi Gastaldi (1991/2001)
- Medea di Euripide, regia di Sebastiano Lo Monaco (2002)
- I promessi sposi alla prova di Giovanni Testori, regia di Luciano Damiani[16] (2003)
- Rivista di autori vari, regia di Marco Maltauro, premio Fondi la Pastora (2002-2007)
- Delitto per delitto di Craig Warner, con Alessandro Gassman e Beppe Fiorello regia di Alessandro Benvenuti (2003-2004)[17]
- Singles di Rodolphe Sand e David Talbot, regia di Rodolphe Sand (2004-2006)
- Edipo re di Sofocle, regia di Marco Maltauro (2005)
- Tre sorelle di Anton Čechov, regia di Filippo Gili (2006)
- Una notte romana di Alessandro Verri, regia di Roberto Marafante (2006)[18]
- Prometeo incatenato di Eschilo, regia di Roberto Guicciardini (2006)[19]
- Otello di William Shakespeare, regia di Roberto Guicciardini (2007-2009)[20]
- Bariona di Jean-Paul Sartre, regia di Roberto Guicciardini (2008)[21]
- Adorabili amici di Carole Greep, regia di Patrick Rossi Gastaldi (2008-2009)[22]
- Amleto di William Shakespeare, regia di Marco Maltauro (2009)
- Goethe off, scritto e diretto da Marco Maltauro (2009)
- Absolut di Ronald Laing, regia di Marco Maltauro (2009)
- La mia prima volta di Ken Davemport, regia di Gianluca Ramazzotti (2009-2010)[23]
- Nothing is Forever di Ágota Kristóf, regia di Marco Maltauro (2009-2010)
- Il guaio di PierPaolo Fiorini, regia di Marco Maltauro (2010)[24]
- Elena di Euripide, regia di Alvaro Piccardi (2011)[25]
- Il Re di Giorgio Prosperi, regia di Giorgio Serafini Prosperi (2011)[26]
- L'educazione sentimentale delle femmine della specie scritto e diretto da Massimiliano Vado (2012)[27]
- Questo amore di Roberto Cotroneo, regia di Matteo Tarasco, Spoleto Festival (2012-2018)[28]
- Sembro proprio un orso del nord sceso dalle montagne, di Johann Wolfgang von Goethe, regia di Massimiliano Vado (2012)[29]
- Cultura + legalità = Libertà, l'arte contro le mafie di Carlo Alberto dalla Chiesa, Giovanni Falcone e Paolo Borsellino (2012)[30]
- Francoquadri di Massimiliano Vado, finalista Premio "Dante Cappelletti" (2012)[31]
- Ri@spettando Godot di Domenico d'Angelo da Samuel Beckett, regia di Massimiliano Vado (2013)[32]
- Crimini tra amici di Ed Schmidt, regia di Massimiliano Vado (2013-2016)[33]
- Il mistero dell'assassino misterioso di Lillo & Greg, regia di Michele La Ginestra (2013)[34]
- Il capolavoro sconosciuto di Gian Maria Cervo da Honoré de Balzac, regia di Vito Mancusi (2013)[35]
- Processo alla strega di Silvano Spada con Ornella Muti, regia di Enrico Lamanna (2013-2014)[36]
- Tommaso Maestrelli, l'ultima partita di Prosperi, Bastanza, Galeotti, regia di Giorgio Serafini Prosperi (2013-2014)
- la Baita degli Spettri di Lillo & Greg, regia di Michele La Ginestra (2013)
- Zero (astenersi perditempo) di Massimiliano Bruno, regia di Michela Andreozzi (2014)
- Ring di Leonore Confino, regia di Massimiliano Vado (2014-2018) - Todi Festival poi in tournée
- Dignità autonome di prostituzione uno spettacolo a cura di Luciano Melchionna (2014)
- Tutto alla rovescia di Aldo Alatri, regia di Roberto Ciufoli (2014)
- Festival di Michela Andreozzi e Luca Monetti, regia di Michela Andreozzi (2015)
- Hamletophelia da William Shakespeare, regia di Luca Gaeta (2015)
- Vintage di Andreozzi - Vado, regia di Massimiliano Vado (2015-2016)
- Incendies di Wajdi Mouawad, regia di Massimiliano Vado (2015-2018) - Quartieri dell'Arte Festival
- Separati scritto e diretto da Alessandro Capone (2015-2017)
- Un amore per caso di Mauro Graiani, regia di Francesco Bellomo (2015)
- L'amante del vulcano, Lady Hamilton di Susan Sontag con Marta Zoffoli, regia di Massimiliano Vado (2015)
- Il capo dei miei sogni di Sara Palma e Daniele Benedetti, regia di Roberto Marafante (2016)
- A letto dopo carosello, deluxe di Andreozzi, Scarselli, Viola, regia di Paola Tiziana Cruciani (2016)
- Caffè e sigarette... please di Luca d'Alisera e Alessandro Capone, regia di Alessandro Capone (2016)
- Re Lear di William Shakespeare, con Giuseppe Pambieri, regia di Giancarlo Marinelli (2016)
- Le dive dello swing di Federico, Serafini Prosperi, Vado, con Ladyvette regia di Massimiliano Vado (2017-2018)
- Michelangelo entagled di Gian Maria Cervo, regia di Massimiliano Vado (2017) - Quartieri dell'Arte Festival [37]
- Quanto più si vive a Roma, tanto più scompare il suo lato meschino di Aleksandr Herzen, regia di Massimiliano Vado per la Casa di Goethe (2018)
- 7 Anni di Josè Cabeza e Julia Fontana, con Giorgio Marchesi e Serena Iansiti regia di Francesco Frangipane (2018-2020)
- Toc Toc di Laurent Baffie, con Sandra Milo, regia di Claudio Insegno, (2019)
- Frankie and Johnny in the claire de lune di Terrence McNally, con Maria Rosaria Russo, regia di Giulio Manfredonia (2019)
- La strategia del Colibrì di Roberta Calandra (2020)
- Figlie di Eva, di Michela Andreozzi, Vincenzo Alfieri, Grazia Giardiello, con Maria Grazia Cucinotta, Vittoria Belvedere, Michela Andreozzi, Massimiliano Vado (2019-2021)
- Love MATCH di Massimiliano Vado, Antonella Questa e Michela Andreozzi, regia di Massimiliano Vado, (2022)
- Guida pratica per coppie alla deriva di Michele Riml, con Danila Stalteri regia Nicola Pistoia (2023-2025)
- La città capovolta (cronache di Mensuria 1789-1830) di Cecilia Bernabei, con Ruben Rigillo, regia Marco Simon Puccioni (2023-2024)
- Hamletophelia di William Shakespeare e Heiner Müller, regia Luca Gaeta - ruolo Amleto (2023)
- Ginger e Fred di Federico Fellini, Tonino Guerra, Tullio Pinelli, regia Monica Guerritore - ruolo Fred (2024)
- Hotel Dante di autori vari, un progetto di Roberto D'Alessandro (2024)
- I'm blue, dabudi dabudai di Massimiliano Vado, un progetto per il Festival dei Due Mondi di Spoleto (2024)
- Sono la persona giusta da dimenticare di Massimiliano Vado, un progetto per la Domenica dell'Attore (2024)
- Secondo Luca e Marco, con Fabrizio Apolloni e Karin Proia scritto e diretto da Rosa A. Menduni e Roberto de Giorgi (2024)
- Ti va di sposarmi scritto e diretto da Danila Stalteri (2025)
- Amleto in salsa piccante di Aldo Nicolaj, regia Vanessa Gasbarri - ruolo Froggy (2025)
- L'idiota (conversazioni in divenire) di Fëdor Dostoevskij, regia Nicholas Gallo (2025)
- All'uscita di Luigi Pirandello, regia di Antonella Lo Bianco (2025) - Settimana Pirandelliana, Agrigento

### Regista
- Enrico IV di Luigi Pirandello, ripresa della regia di Roberto Guicciardini (2006)
- L'educazione sentimentale delle femmine della specie di Massimiliano Vado (2012)
- Sembro proprio un orso del nord sceso dalle montagne, di Johann Wolfgang von Goethe (2012)
- Cultura + legalità = Libertà, l'arte contro le mafie di Carlo Alberto dalla Chiesa, Giovanni Falcone e Paolo Borsellino (2012)
- Francoquadri di Massimiliano Vado, finalista Premio "Dante Cappelletti" (2012)
- Ri@spettando Godot di Domenico d'Angelo da Samuel Beckett (2013)
- Crimini tra amici di Ed Schmidt (2013-2016)
- Diversamente giovani di Michela Andreozzi e Luca Manzi (2013)
- Maledetto Peter Pan di Michèle Bernier e Marie Pascale Osterrieth (2014-2018)
- Ring di Leonore Confino (2014-2018) - Todi Festival poi in tournée
- Vintage di Andreozzi - Vado (2015-2016)
- Incendies di Wajdi Mouawad (2015-2018) - Quartieri dell'Arte Festival
- Vento e bufera / Altri libertini di Pier Vittorio Tondelli, riscrittura scenica di Michele di Vito, (2015) - Quartieri dell'Arte Festival
- L'amante del vulcano, Lady Hamilton di Susan Sontag con Marta Zoffoli (2015)
- Martyrium famis di Giulia Fiume (2016) - shortlab
- Tutto suo padre di Luca Biagini (2016) - shortlab
- The Conference di Marco Calvani (2016) - Quartieri dell'Arte Festival
- Il bagno di Astrid Veillon, con Stefania Sandrelli e Amanda Sandrelli (2016-2017)
- Le dive dello swing di Federico, Serafini Prosperi, Vado, con Ladyvette (2017-2025)
- Tutto da sola di G. Nervi, rassegna "Una stanza tutta per lei" (2017-2018)
- Dicono di lei di R. Calandra, Casa Internazionale delle donne [38] (2017-2022)
- Scarafaggi di N. Russo, Festival inDivenire [39] (2017)
- Michelangelo entagled di Gian Maria Cervo (2017) - Quartieri dell'Arte Festival
- Prestazioni straordinarie di Michela Andreozzi con Fabrizio Sabatucci e Cristiana Vaccaro (2018)
- Qualche estate fa spettacolo su Franco Califano di Stefano Valanzuolo, con Claudia Gerini e i Solis String quartet (2018-2025) - Asti festival
- Esotericarte di Elio Crifò, con Piergiorgio Odifreddi e Elio Crifò (2018) [40]
- Quanto più si vive a Roma, tanto più scompare il suo lato meschino di Aleksandr Herzen, regia di Massimiliano Vado per la Casa di Goethe (2018)
- L'amore al tempo delle mele, golden di Paola Tiziana Cruciani, Michela Andreozzi e Giorgio Scarselli - direzione artistica (2018-2019)
- In Tre di Federico, Fausto Brizzi Lillo Petrolo, Vado, con Ladyvette (2019)
- A night in Hollywood di e con Sarah Biacchi (2019)[41]
- Figlie di Eva, di Michela Andreozzi, Vincenzo Alfieri, Grazia Giardiello, con Maria Grazia Cucinotta, Vittoria Belvedere, Michela Andreozzi (2019/2023)
- La gabbia di Massimiliano Frateschi (2019)
- La strategia del Colibrì di Roberta Calandra (2019)
- BIP di Silvia Maria Vitale e Anna Malvaso (2020) - produzione LAB di Massimiliano Bruno
- 10 Piccole insignificanti storie d'amore da Arthur Schnitzler (2021) - produzione LAB di Massimiliano Bruno
- Fiori d'acciaio di Robert Harling, con Tosca d'Aquino, Rocio Munoz Morales, Emy Bergamo. regia Michela Andreozzi e Massimiliano Vado (2021-2022)
- Odysseus da Omero, regia Massimiliano Vado e Valeria Andreozzi (2021)
- Tutto da sola - 2 di Giulia Nervi (2021)
- A cosa serve essere belli dentro se poi non ci entra nessuno di Massimiliano Vado con Giulia Fiume, Lara Balbo, Francesca Bellucci. musiche Giacomo Stallone (2022-2024)
- Love MATCH di Massimiliano VADO, Antonella Questa e Michela Andreozzi, produzione Andrea Maia (2022)
- Christianity srl di M. Vincis e M. Giannini (2022-2025)
- Soft White Underbelly di Massimiliano Vado, produzione Laboratorio di Arti Sceniche (2022-2025)
- 34 di V. Andreozzi (2022), produzione Padiglione Ludwig
- Cavie - Haunted no more di Chuck Palahniuk, produzione Laboratorio di Arti Sceniche (2022)
- Fiori d'acciaio di Robert Harling, con Tosca d'Aquino, Martina Colombari. regia Michela Andreozzi e Massimiliano Vado (2023-2024)
- Disco Pigs, versione apocrifa di Sofia Pasquali, produzione Laboratorio di Arti Sceniche (2023)
- Love Rental di Michele di Vito, produzione Laboratorio di Arti Sceniche (2023-2024)
- Fiori d'acciaio di Robert Harling, con Barbara De Rossi, Martina Colombari. regia Massimiliano Vado (2024)
- Secondo Luca e Marco di Menduni e de Giorgi, produzione Nuovo Imaie (2024)
- Fiori d'acciaio di Robert Harling, con Anna Galiena, Martina Colombari. regia Massimiliano Vado (2025)

### Autore
- L'educazione sentimentale delle femmine della specie con Massimiliano Vado (2012)
- Francoquadri con Massimiliano Vado, menzione speciale Premio "Dante Cappelletti" (2012)
- Vintage con Vado / Andreozzi (2015-2016)
- Le dive dello swing di Federico, Serafini Prosperi, Vado, con Ladyvette (2017-2022)
- In Tre di Teresa Federico, Fausto Brizzi Lillo Petrolo, Vado, con Ladyvette (2019)
- A cosa serve essere belli dentro se poi non ci entra nessuno con Giulia Fiume, Lara Balbo, Francesca Bellucci. musiche Giacomo Stallone (2022-2024)
- Love MATCH di Massimiliano VADO, Antonella Questa e Michela Andreozzi, con Vado / Andreozzi (2022)
- Soft White Underbelly, produzione Laboratorio di Arti Sceniche diretto da Massimiliano Bruno (2022)
- Hotel Dante di autori vari, un progetto di Roberto D'Alessandro (2024-2025)
- Sono la persona giusta da dimenticare, un progetto per la Domenica dell'Attore (2024)

## Filmografia

### Attore

#### Cinema
- Agnieszka (è sola), regia di Diego Febbraro (1991)
- Stelle di cartone, regia di Francesco Anzalone (1992)
- Merilin Hotel, regia di Joseph Lefevre - Cortometraggio (1996)
- I figli del secolo (Les Enfants du Siecle), regia di Diane Kurys (1998)
- Suicide scherzo, regia di Andrea Cassalia - Cortometraggio (2001)
- Constance, regia di Patricia Hall (2003)
- Show me the way home, regia di Kelly Teoh, NYFA (2003)
- Enigma, regia di Alessandro Riccardi (2008)
- Sbirri, regia di Roberto Burchielli con Raul Bova (2008)
- Faust chi?, regia di Marco Maltauro (2009)
- In the Market, regia di Lorenzo Lombardi (2009)
- Nessuno mi può giudicare, regia di Massimiliano Bruno (2011)
- Una notte agli Studios, regia di Claudio Insegno (2012)
- Viva l'Italia, regia di Massimiliano Bruno (2012)
- Stai lontana da me, regia di Alessio Maria Federici (2013) ruolo: Guido
- Dietro un grande uomo, regia di Michela Andreozzi (2014)
- Tutte lo vogliono, regia di Alessio Maria Federici (2015)
- Dante's Project, con Franco Zeffirelli, regia di Diana Dell'Erba (2015)
- The Answer, la risposta sei tu, regia di Ludovico Fremont (2015)
- Una gita a Roma, regia di Karin Proia (2016)
- Scherzi a morte, regia di Andrea Zanacchi - Cortometraggio (2016)
- Nove lune e mezza, regia di Michela Andreozzi (2017) ruolo: Manfredi
- Modalità aereo, regia di Fausto Brizzi (2018)
- Brave ragazze, regia di Michela Andreozzi (2018)
- L'ombra del lupo, regia di Alberto Gelpi (2018) ruolo: Domenico
- Siamo solo piatti spaiati, regia di Mattia Riccio (2019)
- Cetto c'è, senzadubbiamente, regia di Giulio Manfredonia (2019) ruolo: Properzio
- Tom Nom, regia di Salvatore Scaduto (2019)
- D.N.A. - Decisamente non adatti, regia di Lillo & Greg (2020)
- Alice and the Land That Wonders, regia di Giulia Grandinetti (2020)
- Io e Angela, regia di Herbert Simone Paragnani (2020) ruolo Andrea
- Genitori vs influencer, regia di Michela Andreozzi (2021) ruolo: zio Pietro
- Non tutto è perduto, regia di Francesco Bellomo (2021)
- C'era una volta il crimine, regia di Massimiliano Bruno (2022)
- 68.415, regia di Stefano Blasi e Antonella Sabatino - Cortometraggio (2022)
- Il sesso degli angeli, regia di Leonardo Pieraccioni (2022) ruolo: Arnaldo Moser
- Me contro Te - Il film: Missione giungla, regia di Gianluca Leuzzi (2023) ruolo: Kahan
- Signora, regia di Alfio D'Agata - Cortometraggio (2023)
- Pensati sexy, regia di Michela Andreozzi, Amazon Prime (2024) ruolo: Don Massimo
- La giostra, regia di Eleonora Puglia - Cortometraggio (2024)
- Anna, regia di Monica Guerritore (2025) ruolo: Indro Montanelli

#### Televisione
- L'ispettore Giusti, regia di Sergio Martino - Canale 5 (1995)
- Trenta righe per un delitto, regia di Lodovico Gasparini - Rai 2 (1997)
- Sei forte, maestro, regia di Ugo Fabrizio Giordani - Canale 5 (2000)
- Storia di guerra e d'amicizia, regia di Fabrizio Costa - Rai 1 (2002)
- Una vita in regalo, regia di Tiziana Aristarco - Rai 1 (2003)
- Distretto di Polizia 5, regia di Lucio Gaudino - Canale 5 (2005)
- CentoVetrine, registi vari - Soap opera - Canale 5 (2005; 2007; 2014) ruolo: Zeno Bauer
- Giorni da Leone 2, regia di Francesco Barilli - Rai 2 (2006)
- Distretto di Polizia 6, regia di Antonello Grimaldi - serie TV, episodio 6x06 e 6x12 (2006)
- TgShow (tg satirico con Fabio Canino), regia di Dario Calleri - SKY Show (2007)
- R.I.S. 4 - Delitti imperfetti, regia di Pier Belloni - serie TV - Canale 5, episodio 4x11 (2008)
- La mia prima volta, in Palco e Retropalco, regia di Franco Bianca - Rai 3 (2010)
- Il restauratore , regia di Salvatore Basile - Rai 1 (2011) ruolo: Massimo Venturi
- Sposami, regia di Umberto Marino - Rai 1 (2012)
- Benvenuti a Tavola 2, regia di Lucio Pellegrini - Canale 5 (2013)
- Un caso di coscienza 5, regia di Luigi Perelli (2013) - Ruolo: Marco Fabbris
- Ombrelloni , regia di Riccardo Grandi - Rai 2 (2013) ruolo: Paolo
- Impazienti, regia di Celeste Laudisio - Rai 2 (2014)
- I delitti del BarLume, regia di Roan Johnson - Sky tv (2015)
- Timeline, con Vincenzo Alfieri, Francesco Apolloni, regia di Patrizio Trecca (2015)
- Rimbocchiamoci le maniche, regia di Stefano Reali - Canale 5 (2015)
- L'Allieva, regia di Luca Ribuoli - Rai Uno (2016) - episodio 3
- Maggie e Bianca, regia di Yuri Rossi - Rai Gulp (2016) ruolo Chef Christoph (as Max Vado)
- No budget, regia di Carlo Sicignano (2016-2017)
- Dance dance dance, regia di Duccio Forzano - Fox life (2017)
- Rocco Schiavone 2, regia di Giulio Manfredonia - Rai Due, episodio 2x01 (2018)
- Romolo + Giuly: La guerra mondiale italiana, regia di Michele Bertini Malagrini - Fox (2019)
- L'Alligatore, regia di Daniele Vicari ed Emanuele Scaringi - Rai 2, episodi 1x05-1x08 (2020) - as Max Vado
- Genitori vs influencer, regia di Michela Andreozzi - film Sky Cinema (2021)
- So wine so food regia di Alessandro Guida - Sky (2021)
- Guida astrologica per cuori infranti, regia di Bindu De Stoppani - Netflix, episodio 2x04 (2022)
- Le onde del passato, regia di Giulio Manfredonia - Canale 5, episodi 1x02-1x06 (2025)

### Webserie
- Fuoriclasse Off, regia di Claudia Nannuzzi (2015) – RaiPlay

### Sceneggiatore
- Dietro un grande uomo, regia di Michela Andreozzi (2014)
- Sconnessi, regia di Christian Marazziti (2018)
- Compromessi sposi, regia di Francesco Miccichè (2019)

### Autore
- Prugna, il colore della satira, pagina satirica fondata da Michele Di Pirro nel 2013
- Come un sub nel bidè, le battute di Prugna, raccolte da Michele Di Pirro, prefazione di Antonio Ricci

### Actor coach
- Genitori vs influencer, coach di Giulia de Lellis e cast giovane regia di Michela Andreozzi (2021)
- Una gran voglia di vivere, coach di Fabio Volo e cast giovane regia di Michela Andreozzi (2023)
- Pensati sexy, coach di Valentina Nappi e cast giovane regia di Michela Andreozzi, Amazon Prime (2024)

### Premi
- menzione speciale per Francoquadri al premio Dante Cappelletti per la drammaturgia (2012)
- miglior testo teatrale per Il ridondante circo dell'età adolescenziale al premio Prima della Prima …la Scrittura, con debutto all’International Symposium of Theatre Café, Londra (2013)
- miglior attore alla prima edizione dell'Italian Woman Festival per il cortometraggio La giostra regia di Eleonora Puglia (2024)
- miglior attore alla ottava edizione del Festival Internazionale dei Castelli Romani per il cortometraggio Signora regia di Alfio D'Agata (2024)

## Videoclip
- Happy Hour di Luciano Ligabue, regia Fabio Jansen. WMI Italy
- Welcome to Italy di Piji, regia Federico Cangianiello e Andrea Micheloni. Carosello Records[42]
- Imparerò di Luca d'Aversa. SoulTubeStudio
- L'amore ai tempi dello swing di Piji, regia Marco Castaldi.
- Closer to your heart di Roberto Procaccini, regia Andrea Ventrella. [43]

## Radio
- Orizzonti cristiani Radio Vaticana regia Franca Salerno [44]